# D'oh-in in the Wind
"D'oh-in in the Wind" är avsnitt sex från säsong tio av Simpsons. Avsnittet sändes på Fox den 15 november 1998. I avsnittet besöker Homer sin mors gamla vänner Seth och Munchie för att få reda på sitt andra förnamn. Efter att han träffat dem bestämmer han sig för att gå i sin mors fotspår och bli en hippie. Avsnittet skrevs av Donick Cary och regisserades av Mark Kirkland, och Matthew Nastuk. I avsnittet gästskådespelar Martin Mull som Seth och George Carlin som Munchie. Yo La Tengo spelar i avsnittet upp deras version av Simpsons ledmotiv.

## Handling
Mr. Burns försöker öppna en burk med saltgurka men misslyckas så han låter sina anställda försöka öppna burken men ingen lyckas med det. Mr. Burns inser då att han måste locka unga till företaget och låter Lenny, Carl och Homer medverka i en reklamfilm om kärnkraftverket. Efter inspelningen inser Homer att han vill bli en filmstjärna och börjar fylla i en ansökningsblankett till Screen Actors Guild, då han fyller i blanketten upptäcker familjen att han inte vad bokstaven "J" står för i hans namn. Homer frågar då sin pappa men han vet inte då det var mamman som gav honom namnet. Han vet dock var de kan få reda på namnet. Homer åker med sin pappa till en gård som drivs av två hippisar, Seth och Munchie som levde med Mona efter att hon lämnade Homer och Abe.
Seth och Munchie berättar om Homers mamma för honom och ber honom titta på en målning föreställande honom som hon gjort som finns på gården. På målningen finns Homers fullständiga namn tryckt, som är "Homer Jay Simpson". Homer bestämmer sig därefter för att gå i sin mammas fortspår och börjar leva som en hippie. Homer börjar njuta av livet och börjar gå naken men efter att grannar klagat får Marge honom att bära en gammal poncho som hans mamma hade. Homer bestämmer sig för att ha kul med andra hippisar och tar med sig sin frisbee till Seth och Munchie. Seth och Munchie har dock inte tid att leka med Homer då de har ett företag att sköta, de producerar naturjuice. Homer blir upprörd och säger till dem att det är deras plikt som hippisar och de övertalas att ha lite kul. Homer, Seth och Munchie åker runt i deras van genom  Springfield och sprider sitt budskap. Efter några timmar måste Seth och Munchie tillbaka till sitt företag. När de kommer fram upptäcker de att en hel dags arbete har förstörts under tiden de varit borta, eftersom Homers frisbee stoppade det löpande bandet, efter att han kastade iväg den, innan de åkte iväg.
De berättar då för Homer att han inte är en hippie och han aldrig varit det, och börjar därefter städa upp röran i fabriken. Homer får dåligt samvete och under natten gör Homer ett besök i fabriken och fixar en ny omgång med juice. När Seth och Munchie vaknar upptäcker de vad Homer gjort. Han har använt deras personliga grönsaker för att göra juicen som redan skickats iväg till butikerna. Invånarna börjar dricka juicen och får hallucinationer. Efter att Clancy Wiggum upptäckt att invånarna inte beter sig som vanligt upptäcker han att det är fel på juicen som de druckit. Polisen gör en razzia på gården där Homer försvarar Seth och Munchie och han placerar en blomma i polisens vapen precis innan de avfyrar ett skott mot honom. Homer överlevde därför skottet men fick blomman intryckt i pannan och hamnar på sjukhuset. Dr. Hibbert berättar för Homer att han inte kan ta bort blomman eftersom han inte är en trädgårdsmästare.

## Produktion
"D'oh-in in the Wind" skrevs av Donick Cary och regisserades av Mark Kirkland och Matthew Nastuk. Avsnittet sändes på Fox den 16 november 1998. Idén till avsnittet kommer från Cary, hans idé var att han ville att invånarna i Springfield skulle hallucinera. I avsnittet avslöjas Homers mellannamn för första gången bokstaven "J" valdes från början eftersom det är samma som Bullwinkle J. Moose och Rocket J. Squirrel hade. Homers mellannamn tog dagar att komma på för författarna. Kirkland började arbeta som regissör med avsnittet men eftersom han under arbetet gick igenom en skilsmässa fick också Matthew Nastuk regissera. Kirkland valdes som regissör eftersom han vuxit upp i vad han kallar en hippie kommunalskola i slutet av 1960-talet och början av 70-talet. Landskapet där Seth och Munchie bor fick likna Vermont eftersom enligt Kirkland bor det massor av ex-hippisar där.
Martin Mull och George Carlin gästskådespelar som Seth och Munchie, de hade problem i början att hitta en som kunde passa för rollen som Munchie. Carlin föreslog att de skulle ta Ron Hauge men de gjorde inte det.  Carlin och Mull spelade in sina repliker vilket inte alla gästskådespelare brukar göra. Seth och Munchie är designade efter vanliga hippisar och deras hår är en parodi på Jerry Greenfield och Ben Cohen som skapade Ben & Jerry's. Bob Hope som varit gästskådespelare i serien medverkar i avsnittet men hans röst gjordes i avsnittet av Dan Castellaneta. Jill St. John och Phyllis Diller medverkar också men deras röster gjordes av Tress MacNeille. Under eftertexterna spelas en hippieversion av Simpsons ledmotiv av Yo La Tengo.

## Kulturella referenser
Avsnittet är delvis en parodi på The Love-Ins. I avsnittet visas i en flashback att Homer besökte Woodstock med sin familj och Jimi Hendrix spelade där "The Star-Spangled Banner". I avsnittet sjunger Homer låten "Uptown Girl". Efter att Abe och Jasper Beardley druckit juicen uppträder de som Beavis och Butt-head, Ned Flanders hallucinationer innehåller referenser till Grateful Dead, Pink Floyd The Wall och The Rolling Stones'. Mr. Burns film inleds med att det är en Alan Smithee-film som en referens till Alan Smithee.

## Mottagande
Avsnittet fick en Nielsen ratings på 8,5 vilket ger 8,3 miljoner tittare och hamnande på plats 40 över mest sedda program under veckan. Aaron Roxby på Collider anser att trots att bilderna av hippiesarna överdrivs lite är avsnittet ett av de bästa från säsongen. James Plath på DVD Town anser att avsnittet är roligt. I DVD Movie Guie har Colin Jacobson skrivit att trots att 60-talet parodierats så många gånger tidigare är avsnittet en framgångsrik parodi och gillar att de tar upp att de gamla hippiesarna inte lever upp till sina idéer från deras ungdom.
Jake McNeill på Digital Entertainment News gillade inte avsnittet och anser att den är ett av de värsta från säsongen då idén är 15 år sen. Warren Martyn och Adrian Wood har i deras bok I Can't Believe It's a Bigger and Better Updated Unofficial Simpsons Guide kallat avsnittet för förfärligt, bortsett från ett par referenser till sextiotalets hippierörelse är den enda viktiga händelsen i avsnittet Homers namn och det gav inte mycket skratt.